# Stiftskerk (Essen)
De Stiftskerk Maria in de Nood (Duits: Stiftskirche Maria in der Not) is een in 1074 gewijde kerk op de Kapittelberg in Stoppenberg, een Stadtteil in Essen, Noordrijn-Westfalen. Aan de kerk is een Karmelietessen klooster verbonden.

## Geschiedenis

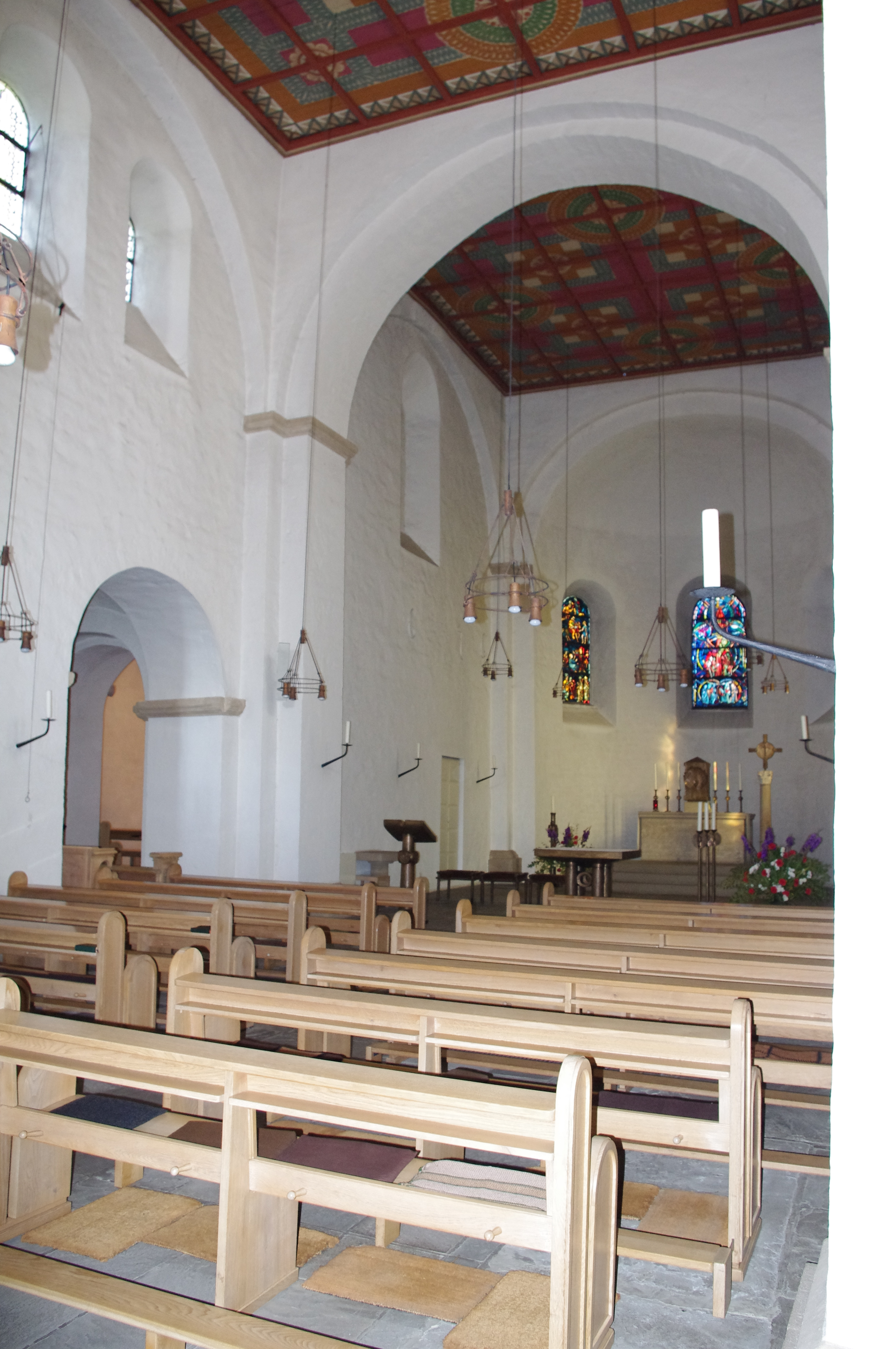
Interieur van de kloosterkerk

De kerk werd door abdis Swanhild gesticht en als Nicolaaskapel in het jaar 1074 door aartsbisschop Anno II gewijd. De kerk diende vooral als de kloosterkerk voor een premonstratenzer dubbelklooster, dat in de 12e eeuw op de stiftsberg werd gebouwd. In de 13e eeuw bestond alleen het nonnenklooster nog, vanwaaruit later een seculier damesstift voortkwam. Het stift werd in 1803 tijdens de secularisatie opgeheven. Enkele dames bleven echter omdat zij op de berg hun eigen huizen bezaten. De kerk bleef daarna als parochiekerk bestaan tot 1907, toen op grond van het toegenomen inwoneraantal aan de voet van de stiftsberg de Nicolaaskerk als nieuwe parochiekerk werd gebouwd.
Op 15 april 1961 legde bisschop Franz Hengsbach de eerste steen voor een klooster aan de stiftskerk voor de orde van de ongeschoeide Karmelietessen van Maria in de Nood gesticht. In 1965 volgde de plechtige inwijding van de Karmel. 
De zusters leven er in strenge afzondering, werken er in een kloostertuin en een bakkerij, waar dagelijks 17.000 hosties voor meerdere parochies worden gebakken.

## De kerk
De kerk werd in het midden van de 12e eeuw voltooid en betreft een drieschepige pijlerbasiliek in romaanse stijl met aansluitend een rechthoekig koor en een halfronde apsis. De kerk behoorde tot de vroegste overwelfde kerken in het Rijnland. De gewelven werden echter na verwoestingen in de Tweede Wereldoorlog niet herbouwd. 
Van de beide westelijke torens bleef alleen de zuidelijke toren op volle hoogte bewaard. Nadat het klooster alleen een nonnenklooster werd en het aantal nonnen toenam, werd een vergroting van de galerij nodig. De gevel tussen de torens van de kerk werd toen afgebroken om een uitbreiding naar het westen toe te kunnen verwezenlijken. Uit de 17e eeuw stammen de veranderde dakvorm met de dakruiter en ook de voorbouw voor het zuidelijke portaal. Wegens statische problemen moesten in dezelfde periode ook de steunberen worden toegevoegd. Het westelijk gelegen kapittelhuis, waar de meeste dames woonden, werd in 1826 voor de afbraak verkocht.

## Inrichting
Vrijwel de gehele inrichting en alle ramen werden naar moderne ontwerpen van architect Heinz Dohmen en de beeldhouwer Johannes Niemeier gerealiseerd. Uitzonderingen zijn een 12e-eeuws doopvont en de piëta.